# M/S Ejdern

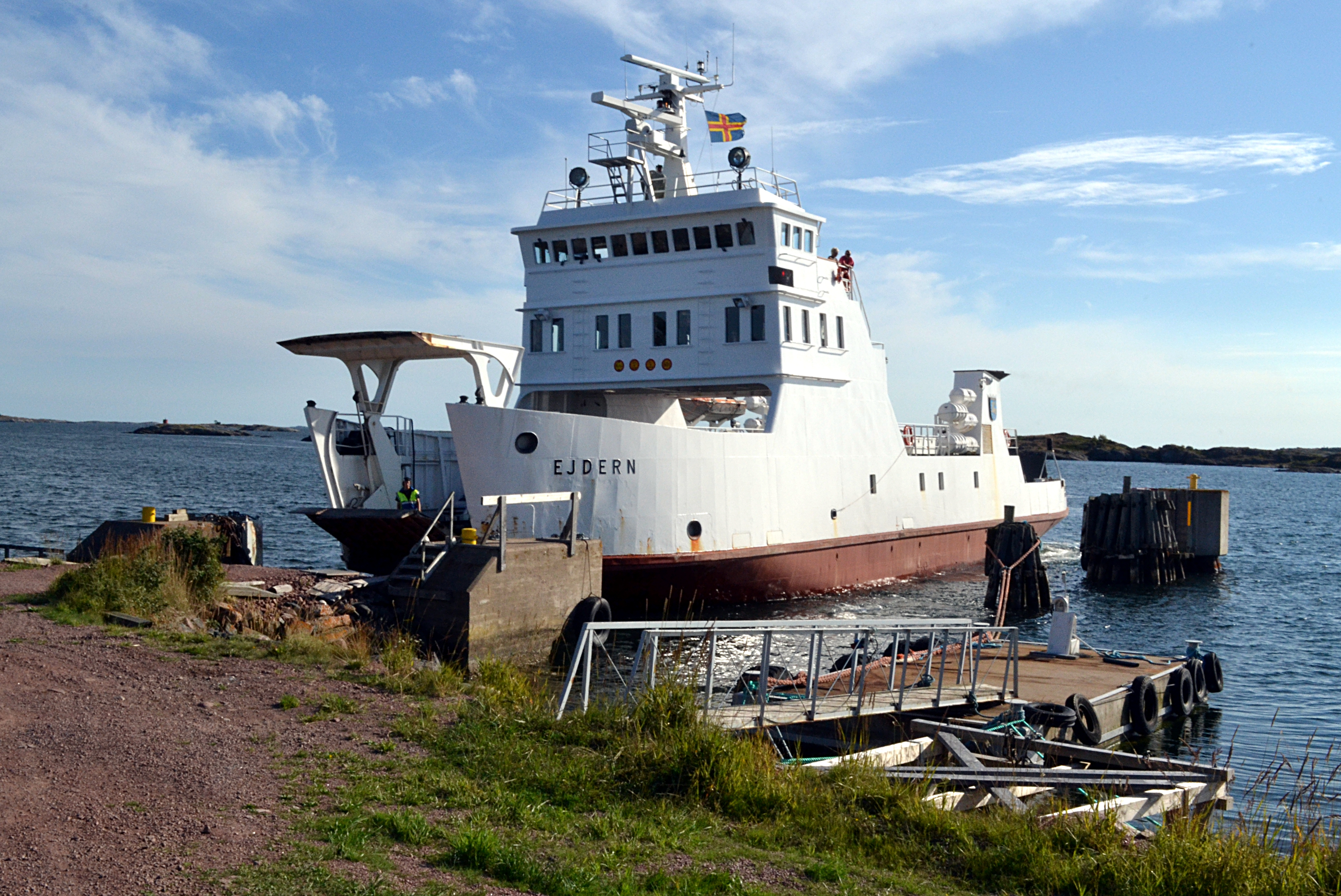
M/S Ejdern vid Kyrkogårdsö

M/S Ejdern är en finländsk bil- och passagerarfärja för Ålandstrafiken. Den byggdes 1976-1978 på Laivateollisuus i Åbo och levererades till Ålands landskapsregering för att segla för Ålandstrafiken. Hon har senare övertagits av Nordic Jetline Finland Oy.
M/S Ejdern går främst på Norra linjen mellan Brändö och Kumlinge.